# Eduard Albert (ingenjör)
Eduard Leopold Albert, född 1846 i Mecklenburg, död 27 januari 1924, var en tysk ingenjör.
Alberts yrkesgärning förde honom bland annat till Ryssland, där han deltog i byggandet av Transsibiriska järnvägen, och mötte hustrun Maria Wirschinskij från S:t Petersburg. 1880 kom han till Sverige, där han bosatte sig med hustru och barn på Strömsberg i Vassända-Naglums socken i nuvarande Trollhättans kommun.
Eduard Albert kom att spela en stor roll i det snabbt framväxande industrisamhällets utveckling. År 1889 grundande han på sina ägor Strömslund, Sveriges första detaljplanerade egnahemssamhälle, och nu en av Trollhättans äldsta stadsdelar.
Hustrun Maria dog i barnsäng när hon födde parets sjätte barn 1892. Till minne av henne lade maken den ekonomiska grunden till Trollhättans första sjukhus, Maria Alberts stiftelse, mer känt som Maria Alberts Sjukhus.
År 1904 blev han riddare av Vasaorden.